# Aristida blakei
Aristida blakei är en gräsart som beskrevs av Bryan Kenneth Simon. Aristida blakei ingår i släktet Aristida och familjen gräs. Inga underarter finns listade i Catalogue of Life.